# Sant’Angelo Lomellina
Sant’Angelo Lomellina – miejscowość i gmina we Włoszech, w regionie Lombardia, w prowincji Pawia.
Według danych na rok 2004 gminę zamieszkiwało 814 osób, 81,4 os./km².